# Eriothrix nitidus
Eriothrix nitidus är en tvåvingeart som beskrevs av Kolomiets 1967. Eriothrix nitidus ingår i släktet Eriothrix och familjen parasitflugor. Inga underarter finns listade i Catalogue of Life.